# Toral de los Guzmanes
Toral of the Guzmanes là một đô thị trong tỉnh León, Castile và León, Tây Ban Nha. Diện tích khoảng 21 km². Dân số năm 2004 là 896 người 669.
42°15′B 5°34′T / 42,25°B 5,567°T